# Ministerio del Poder Popular de Economía y Finanzas
El Ministerio del Poder Popular de Economía, Finanzas y Comercio Exterior es uno de los organismos que conforman el gabinete ejecutivo del gobierno venezolano. Este mismo se encarga de la administración de los bienes de la República Bolivariana de Venezuela. Su actual ministra es Anabel Pereira Fernández.

## Historia

### Antecedentes
- 1810: El 25 de abril de 1810, se fundó la Secretaría de Hacienda cuyo primer ministro fue Fernando Key Muñoz.
- 1819: El 15 de agosto de 1819 en la Constitución Política del Estado de Venezuela se crean los primeros seis ministerios, entre ellos el Ministerio de Hacienda.[1]

### Actualidad
- 1999: El Ministerio de Hacienda pasa a ser Ministerio de Finanzas, según Decreto 253, publicado en Gaceta Oficial N.º 36.775, del 30 de agosto de 1999.
- 2008: Mediante Decreto Presidencial N.º 6.236, publicado en Gaceta Oficial el 16 de julio de 2008, N.º 38.974, el Ministerio de Finanzas pasa a denominarse Ministerio del Poder Popular para Economía y Finanzas.
- 2010: El 1 de febrero de 2010, fue publicado en Gaceta Oficial N.º 39.358 el Decreto Presidencial N.º 7.187 mediante el cual se autoriza la fusión del Ministerio del Poder Popular para la Planificación y Desarrollo con el Ministerio del Poder Popular para Economía y Finanzas y de esta manera convertirse en Ministerio del Poder Popular de Planificación y Finanzas.
- 2013: Mediante Decreto Presidencial N.º 01, publicado en Gaceta Oficial N.º 40.151, del 22 de abril de 2013, se ordena la supresión del Ministerio del Poder Popular de Planificación y Finanzas, y de nuevo se conforman el Ministerio del Poder Popular de Finanzas y el Ministerio del Poder Popular de Planificación.
- 2014: Se modifica la denominación del Ministerio del Poder Popular de Finanzas y pasa a constituirse en Ministerio del Poder Popular de Economía, Finanzas y Banca Pública, tal como lo establece el Decreto N.º 737 de la Presidencia de la República Bolivariana de Venezuela, publicado en Gaceta Oficial N.º 40.335 del 16 de enero de 2014.[2]
- 2017: Se fusionan los ministerios del Poder Popular para la Banca y Finanzas e Industria y Comercio, bajo el nombre de Ministerio del Poder Popular de Economía y Finanzas, mediante la Resolución N° 2.651, publicada en Gaceta Oficial N° 41.067 del miércoles 4 de enero de 2017; para ejercer de manera unificada las competencias en materia de economía y finanzas y las políticas sectoriales en materia de industria y comercio.[3]

El ministerio del Poder Popular de Economía y Finanzas es un ente dependiente directamente de las órdenes del Presidente de la República Bolivariana de Venezuela.

## Estructura del Ministerio
- Viceministerio de Economía Productiva
- Viceministerio de Hacienda y Presupuesto Público
- Viceministerio para el Sistema Bancario
- Viceministerio para los Sistemas Financieros Complementarios

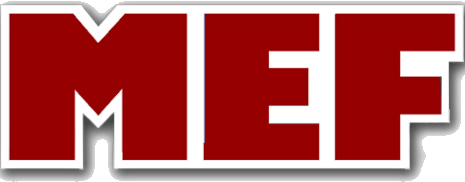
Antiguo Logo del Ministerio del Poder Popular para Economía y Finanzas

### Órganos y Entes Adscritos al Ministerio
- SENIAT
- FONDEN

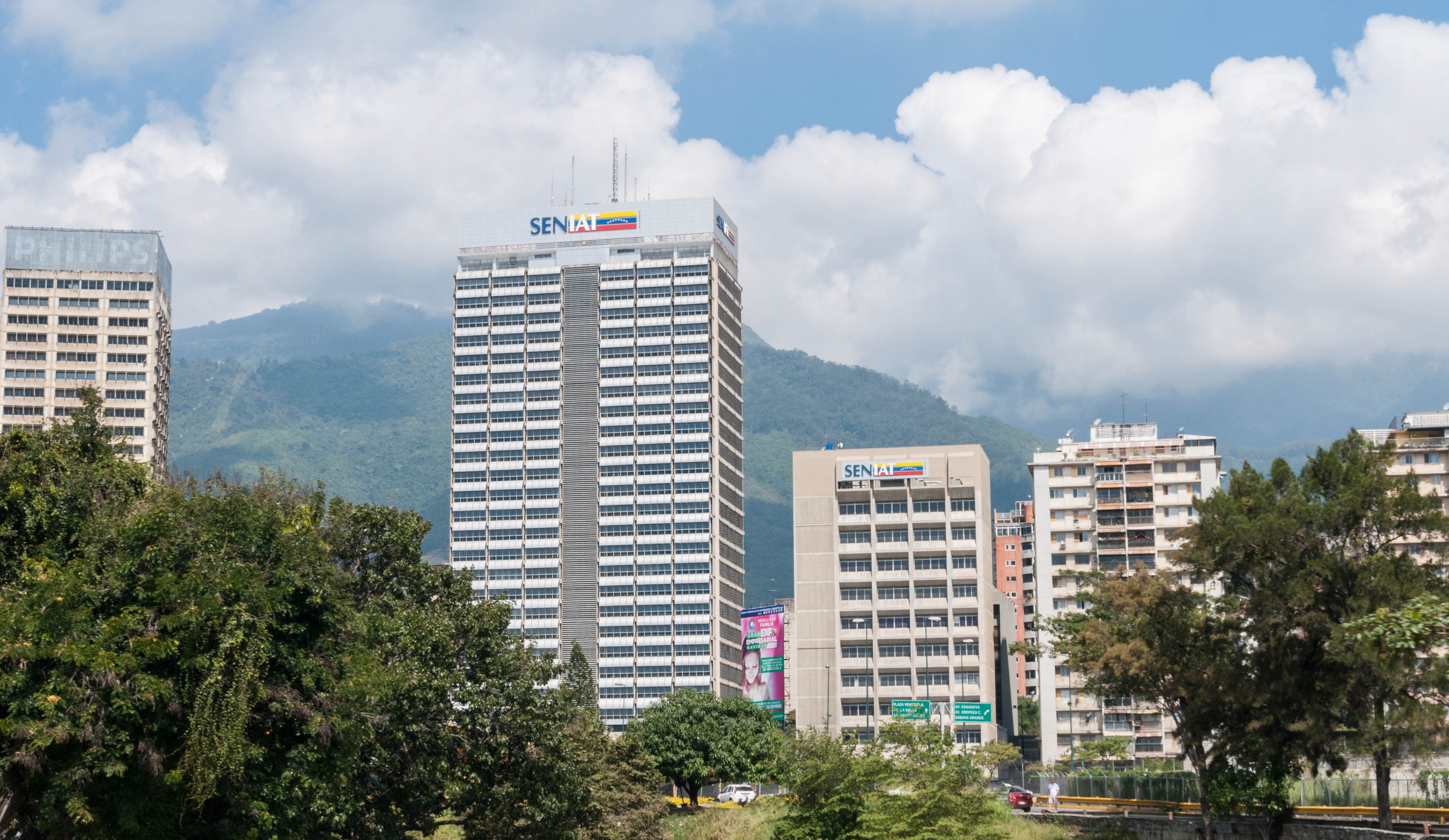
Sede principal del Seniat en Caracas

- Superintendencia de Bancos y otras Instituciones Financieras de Venezuela
- Banco de Desarrollo Económico y Social de Venezuela
- FOGADE
- Fondo de Ahorro Nacional de la Clase Obrera
- Banco del Tesoro
- Bicentenario Banco Universal
- Superintendencia de la Actividad Aseguradora
- Seguros La Previsora
- Seguros Miranda
- Bolivariana de Seguros y Reaseguros
- Comisión Nacional de Lotería
- Banco de Venezuela
- Oficina Nacional de Contabilidad (Venezuela)
- Oficina Nacional de Presupuesto (Venezuela)
- Oficina Nacional de Crédito Público (Venezuela)
- Oficina Nacional del Tesoro (Venezuela)
- Superintendencia de Cajas de Ahorro (SUDECA)
- Bolsa Pública de Valores Bicentenaria (BPVB)
- Superintendencia Nacional de Valores (SUNAVAL)

#### Antiguos entes adscritos hoy desaparecidos
- Régimen de Cambio Diferencial (RECADI) (1983-1989)
- Comisión de Administración de Divisas (CADIVI) (2004-2016)
- CENCOEX

## Ministros
| Ministros de Finanzas de Venezuela                          | Ministros de Finanzas de Venezuela | Ministros de Finanzas de Venezuela | Ministros de Finanzas de Venezuela |
| Ministro                                                    | Período                            | Período                            | Presidente                         |
| Ministro                                                    | Inicio                             | Final                              | Presidente                         |
| ----------------------------------------------------------- | ---------------------------------- | ---------------------------------- | ---------------------------------- |
| Manuel Palacio Fajardo                                      | 27 de febrero de 1819              | 8 de mayo de 1819                  | Simón Bolívar                      |
| José Rafael Revenga                                         | 8 de mayo de 1819                  | 1821                               | Simón Bolívar                      |
| Diego Bautista Urbaneja                                     | 1821                               | 3 de octubre de 1821               | Simón Bolívar                      |
| José del Castillo y Rada / Pedro Gual                       | 3 de octubre de 1821               | 1828                               | Simón Bolívar                      |
| José Rafael Revenga                                         | 1828                               | 25 de noviembre de 1829            | Simón Bolívar                      |
| Diego Bautista Urbaneja                                     | 25 de noviembre de 1829            | 1830                               | José Antonio Páez                  |
| Santos Michelena                                            | 1830                               | 1833                               | José Antonio Páez                  |
| Santos Michelena                                            | 1835                               | 1837                               | José Antonio Páez                  |
| José Félix Blanco                                           | 1847                               | 1847                               | José Antonio Páez                  |
| Fermín Toro                                                 | 1847                               | 1847                               | José Tadeo Monagas                 |
| Jacinto Gutiérrez                                           | 1855                               | 1857                               | José Tadeo Monagas                 |
| Fermín Toro                                                 | 1858                               | 1858                               | Julián Castro Contreras            |
| Octavio Urdaneta                                            | 1864                               | 1864                               | Juan Crisóstomo Falcón             |
| Antonio Guzmán Blanco                                       | 1868                               | 1868                               | Juan Crisóstomo Falcón             |
| Wenceslao Urrutia                                           | 1868                               | 1868                               | Juan Crisóstomo Falcón             |
| Domingo Monagas Marrero                                     | 1868                               | 1868                               | Guillermo Tell Villegas            |
| Jacinto Gutiérrez                                           | 1870                               | 1871                               | Antonio Guzmán Blanco              |
| Raimundo Andueza Palacio                                    | 1877                               | 1878                               | Francisco Linares Alcántara        |
| Trinidad Celis Ávila                                        | 1878                               | 1979                               | Francisco Linares Alcántara        |
| Jacinto Gutiérrez                                           | 1879                               | 1879                               | Antonio Guzmán Blanco              |
| Raimundo Andueza Palacio                                    | 1879                               | 1879                               | Antonio Guzmán Blanco              |
| Juan Pablo Rojas Paúl                                       | 1887                               | 1888                               | Hermógenes López                   |
| Juan Pietri Pietri                                          | 1892                               | 1895                               | Joaquín Crespo                     |
| Ramón Tello Mendoza                                         | 1899                               | 1903                               | Cipriano Castro                    |
| José Cecilio De Castro                                      | 1903                               | 1906                               | Cipriano Castro                    |
| Eduardo Celis                                               | 1906                               | 1907                               | Cipriano Castro                    |
| Arnaldo Morales                                             | 1907                               | 1908                               | Cipriano Castro                    |
| Abel Santos                                                 | 1908                               | 19 de diciembre de 1908            | Juan Vicente Gómez                 |
| Román Cárdenas                                              | 19 de diciembre de 1908            | 19 de abril de 1914                | Juan Vicente Gómez                 |
| Román Cárdenas                                              | 19 de abril de 1914                | 24 de junio de 1922                | Victorino Márquez Bustillos        |
| Melchor Centeno Grau                                        | 24 de junio de 1922                | 19 de abril de 1929                | Juan Vicente Gómez                 |
| Rafael María Velasco                                        | 19 de abril de 1929                | 13 de junio de 1931                | Juan Bautista Pérez                |
| José María García                                           | 13 de junio de 1931                | 13 de julio de 1931                | Pedro Itriago Chacín               |
| Efraim González Cárdenas                                    | 13 de julio de 1931                | 2 de marzo de 1936                 | Juan Vicente Gómez                 |
| Alejandro Lara Núñez                                        | 2 de marzo de 1936                 | 29 de abril de 1936                | Eleazar López Contreras            |
| Alberto Adriani                                             | 29 de abril de 1936                | 10 de agosto de 1936               | Eleazar López Contreras            |
| Manuel Egaña                                                | 10 de agosto de 1936               | 1936                               | Eleazar López Contreras            |
| Gustavo Herrera                                             | 1936                               | 1936                               | Eleazar López Contreras            |
| Francisco J. Parra                                          | 1936                               | 5 de mayo de 1941                  | Eleazar López Contreras            |
| Alfredo Machado Hernández                                   | 5 de mayo de 1941                  | 18 de octubre de 1942              | Isaías Medina Angarita             |
| Rodolfo Rojas                                               | 18 de octubre de 1942              | 3 de mayo de 1943                  | Isaías Medina Angarita             |
| Arturo Uslar Pietri                                         | 3 de mayo de 1943                  | 1945                               | Isaías Medina Angarita             |
| Alfonso Espinosa                                            | 1945                               | 1945                               | Isaías Medina Angarita             |
| Carlos Alberto D'Ascoli                                     | 1945                               | 1947                               | Rómulo Betancourt                  |
| Manuel Pérez Guerrero                                       | 1947                               | 1948                               | Rómulo Gallegos                    |
| Aurelio Arreaza Arreaza                                     | 1952                               | 1953                               | Marcos Pérez Jiménez               |
| Pedro Guzmán Rivera                                         | 1953                               | 1958                               | Marcos Pérez Jiménez               |
| José Giacopini Zárraga                                      | 1958                               | 23 de enero de 1958                | Marcos Pérez Jiménez               |
| Arturo Sosa                                                 | 23 de enero de 1958                | 28 de mayo de 1958                 | Wolfgang Larrazábal                |
| José Antonio Mayobre                                        | 28 de mayo de 1958                 | 1960                               | Rómulo Betancourt                  |
| Tomás Enrique Carrillo Batalla                              | 1960                               | 1961                               | Rómulo Betancourt                  |
| Andrés Germán Otero                                         | 1961                               | 1965                               | Rómulo Betancourt                  |
| Andrés Germán Otero                                         | 1965                               | 1965                               | Raúl Leoni                         |
| Eddie Morales Crespo                                        | 1965                               | 1967                               | Raúl Leoni                         |
| Benito Raúl Losada                                          | 1967                               | 1968                               | Raúl Leoni                         |
| Francisco Mendoza, Jr.                                      | 1968                               | 1969                               | Raúl Leoni                         |
| Pedro Tinoco                                                | 1969                               | 1972                               | Rafael Caldera                     |
| Luis Enrique Oberto                                         | 1972                               | 1974                               | Rafael Caldera                     |
| Héctor Hurtado Navarro                                      | 1974                               | 1977                               | Carlos Andrés Pérez                |
| Luis José Silva Luongo                                      | 1977                               | 12 de marzo de 1979                | Carlos Andrés Pérez                |
| Luis Ugueto Arismendi                                       | 12 de marzo de 1979                | 8 de diciembre de 1982             | Luis Herrera Campíns               |
| Arturo Sosa                                                 | 8 de diciembre de 1982             | 2 de febrero de 1984               | Luis Herrera Campíns               |
| Manuel Azpúrua Arreaza                                      | 2 de febrero de 1984               | 1987                               | Jaime Lusinchi                     |
| Héctor Hurtado                                              | 1987                               | 1989                               | Jaime Lusinchi                     |
| Eglé Iturbe de Blanco                                       | 1989                               | 1990                               | Carlos Andrés Pérez                |
| Roberto Pocaterra Silva                                     | 1990                               | 1992                               | Carlos Andrés Pérez                |
| Pedro Rosas Bravo                                           | 1992                               | 1993                               | Carlos Andrés Pérez                |
| Carlos Rafael Silva                                         | 1993                               | 1994                               | Rafael Caldera                     |
| Julio Sosa Rodríguez                                        | 1994                               | 1995                               | Rafael Caldera                     |
| Luis Raúl Matos Azócar                                      | 1995                               | 1997                               | Rafael Caldera                     |
| Freddy Rojas Parra                                          | 1997                               | 1998                               | Rafael Caldera                     |
| Maritza Izaguirre                                           | 1998                               | 1999                               | Rafael Caldera/Hugo Chávez         |
| José Alejandro Rojas                                        | 1999                               | 2000                               | Hugo Chávez                        |
| Nelson Merentes                                             | 2001                               | 2002                               | Hugo Chávez                        |
| Francisco Usón                                              | 2002                               | 17 de abril de 2002                | Hugo Chávez                        |
| Tobías Nóbrega                                              | 17 de abril de 2002                | 2004                               | Hugo Chávez                        |
| Nelson Merentes                                             | 2004                               | 8 de enero de 2007                 | Hugo Chávez                        |
| Rodrigo Cabezas                                             | 8 de enero de 2007                 | 2008                               | Hugo Chávez                        |
| Rafael Isea                                                 | 2008                               | 2008                               | Hugo Chávez                        |
| Alí Rodríguez Araque                                        | 2008                               | 2010                               | Hugo Chávez                        |
| Jorge Giordani                                              | 2010                               | 2013                               | Hugo Chávez                        |
| Nelson Merentes                                             | 2013                               | 2014                               | Nicolás Maduro                     |
| Omar Alberto Martinez Carrasquel                            | 2014                               | 2015                               | Nicolás Maduro                     |
| Rodolfo Marco Torres                                        | 2015                               | 2016                               | Nicolás Maduro                     |
| Rodolfo Medina del Río                                      | 2016                               | 2017                               | Nicolás Maduro                     |
| Ramón Lobo                                                  | 4 de enero de 2017                 | 27 de octubre de 2017              | Nicolás Maduro                     |
| Simón Zerpa                                                 | 28 de octubre de 2017              | 10 de septiembre de 2020           | Nicolás Maduro                     |
| Delcy Rodríguez Vicepresidenta Ejecutiva Ministra Encargada | 10 de septiembre de 2020           | 27 de agosto de 2024               | Nicolás Maduro                     |
| Anabel Pereira Fernández                                    | 27 de agosto de 2024               | 10 de enero de 2025                | Nicolás Maduro                     |
| Anabel Pereira Fernández                                    | 10 de enero de 2025                |                                    | Nicolás Maduro                     |